# Honky tonk
Honky tonk är en undergenre inom countrymusiken. Namnet kommer från en typ av bar med musikunderhållning som är vanlig i södra och sydvästra USA. 
Till kända företrädare för genren hör Ernest Tubb, Hank Williams, George Jones, Lefty Frizzell och Rodney Crowell.